# Tolwegen in Spanje
In Spanje worden sommige snelwegen geëxploiteerd door een concessiehouder, voor deze snelwegen dient er tol betaald te worden. Sommige concessiehouders zijn eigendom van meerdere bedrijven, vaak bouwbedrijven of banken.
De looptijd en de voorwaarden van de concessies worden bepaald door de overheid die de snelweg in concessie gegeven heeft, dit kan zowel de centrale overheid zijn die het netwerk van staatssnelwegen beheert als een autonome gemeenschap. De grote meerderheid van de tolwegen maakt deel uit van het netwerk van staatssnelwegen.
De concessiehouders zijn verenigd in de belangenvereniging ASETA (Asociación de Sociedades Españolas Concesionarias de Autopistas, Túneles, Puentes y Vías de Peaje). Sinds 2018 worden steeds meer autopistas tolvrij.

## Staatssnelwegen waar tol geheven wordt
| Wegnummer | Traject                                        | Concessiehouder          | aandeelhouders                                                                           | Einde concessie                      |
| --------- | ---------------------------------------------- | ------------------------ | ---------------------------------------------------------------------------------------- | ------------------------------------ |
| AP-1      | Vitoria A-1 – Éibar AP-8                       | Bidelan, Arabat          | Iridium (50%), Provinciebestuur van Álava (50%)                                          |                                      |
| R-2       | Madrid M-40 – Guadalajara (stad in Spanje) A-2 | Henarsa                  | Sacyr (35%)                                                                              | 2039                                 |
| R-3       | Madrid M-23 – Morata de Tajuña A-3             | Accesos de Madrid        | Abertis (35%), Sacyr (35%), Global Vía (30%)                                             | 2049                                 |
| R-4       | Madrid M-50 – Ocaña A-4 / AP-36                | Autopista Madrid Sur     | Cintra (55%), Itínere (35%), CajAstur (10%)                                              | 2065                                 |
| R-5       | Madrid M-40 – Navalcarnero A-5                 | Accesos de Madrid        | Abertis (35%), Sacyr (35%), Global Vía (30%)                                             | 2049                                 |
| AP-6      | Collado Villalba A-6 – Adanero A-6             | Iberpistas               | Abertis (100%)                                                                           | 2031 - 2036                          |
| AP-7      | El Campello AP-7 – Elche A-7 / A-31            | Ciralsa                  | ACS (50%), Abertis (25%), Global Vía (25%)                                               | 22 februari 2040                     |
| AP-7      | Crevillent A-7 – Cartagena AP-7                | Ausur                    | Ploder UICESA (57,5%), grupo Fuertes (20%), Cajamar (12,5%), Unicaja (5%), CajAstur (5%) | 1 december 2048                      |
| AP-7      | Cartagena AP-7 – Vera A-7                      | Aucosta                  | Ploder UICESA (54%), Global Vía (36%), Cajamar (5%), Unicaja (5%)                        | 15 februari 2040                     |
| AP-7      | Málaga A-7 – Estepona AP-7                     | Ausol                    | Cintra (80%), Unicaja (20%)                                                              | 2046                                 |
| AP-7      | Estepona AP-7 - Guadiaro A-7                   | Ausol                    | Cintra (80%), Unicaja (20%)                                                              | 2054                                 |
| AP-8      | Franse Grens/Irún/Behovia – Éibar AP-8         | Bidegi                   | Provinciebestuur van Guipúzcoa (100%)                                                    |                                      |
| AP-8      | Éibar AP-8 – Trapagaran A-8                    | Interbiak                | Provinciebestuur van Vizcaya (100%)                                                      | 2023                                 |
| AP-9      | Ferrol – Tui A-55                              | Audasa                   | Itínere (100%)                                                                           | 2048                                 |
| AP-36     | Ocaña A-4 / R-4 – La Roda A-31                 | Autopista Madrid Levante | Cintra (50%), Itínere (40%), Budimex (5%), Kutxa (5%)                                    | 13 februari 2040 - 13 februari 2044* |
| AP-41     | Arroyomolinos R-5 – Toledo TO-22               | Autopista Madrid Toledo  | Isolux Corsán, Comsa, Sando, Azvi, Banco Espírito Santo                                  | 22 februari 2040 - 22 februari 2044* |
| AP-46     | Málaga – Las Pedrizas AP-45                    | Guadalcesa               | Itínere (80%), Gestión de Explotaciones Aeroportuarias (20%)                             | 27 oktober 2047 - 27 oktober 2051*   |
| AP-51     | Villacastín AP-6 – Ávila A-51                  | Castellana de Autopistas | Abertis (100%)                                                                           | 2031 - 2036*                         |
| AP-53     | Santiago de Compostela AP-9 – AG-53            | Acega                    | Global Vía (61,4%), Itínere (18,3%), Novagalicia Banco (20,3%)                           | 2074                                 |
| AP-61     | San Rafael AP-6 – Segovia SG-20                | Castellana de Autopistas | Abertis (100%)                                                                           | 2031 - 2036*                         |
| AP-66     | Campomanes A-66 – León A-66 / LE-30            | Aucalsa                  | Itínere (100%)                                                                           | 17 oktober 2050                      |
| AP-68     | Bilbao A-8 – Zaragoza A-68                     | Avasa                    | Abertis (100%)                                                                           | 10 november 2026                     |
| AP-71     | León LE-30 – Astorga A-6                       | Aulesa                   | Abertis (100%)                                                                           | 2055                                 |

* Afhankelijk van de verkeersintensiteiten en bepaalde kwaliteitsindicatoren (zoals wachttijd tolpleinen en ongevallen).

## Wegen van autonome gemeenschappen waar tol geheven wordt
| Wegnummer | Traject                             | Concessiehouder          | aandeelhouders                              | Einde concessie |
| --------- | ----------------------------------- | ------------------------ | ------------------------------------------- | --------------- |
| AP-15     | Tudela AP-68 – Irurtzun A-15 / A-10 | Audenasa                 | Itínere (50%), Autonome regio Navarra (50%) |                 |
| A-636     | Beasain - Bergara                   | Bidegi                   | Provinciebestuur van Guipúzcoa (100%)       |                 |
| C-16      | Barcelona – Manresa C-16            | Autema                   | Cintra (76,3%), Abertis (23,7%)             | 2036            |
| C-32      | El Vendrell AP-7 – Barcelona B-20   | Aucat                    | Abertis (100%)                              | 2039            |
| AG-55     | La Coruña – Carballo                | Autoestradas             | Itínere (100%)                              | 2045            |
| AG-57     | Vigo VG-20 – Baiona                 | Autoestradas             | Itínere (100%)                              | 2057            |
| M-12      | Madrid M-40 – Alcobendas A-1        | Autopista Eje Aeropuerto | OHL (100%)                                  | 16 juni 2030    |

## Voormalige nationale tolwegen
| Wegnummer | Traject                                      | Concessiehouder | aandeelhouders | Einde concessie  |
| --------- | -------------------------------------------- | --------------- | -------------- | ---------------- |
| AP-1      | Burgos A-1 - Armiñón A-1                     | Europistas      | Itínere (100%) | 30 november 2018 |
| AP-2      | Alfajarín A-2 – Sant Feliu de Llobregat AP-7 | Acesa           | Abertis (100%) | 31 augustus 2021 |
| AP-4      | Dos Hermanas A-4 – Jerez de la Frontera A-4  | Aumar           | Abertis (100%) | 31 december 2019 |
| AP-7      | Vila-seca AP-7 – El Campello AP-7            | Aumar           | Abertis (100%) | 31 december 2019 |
| AP-7      | Franse grens/La Jonquera – Vila-seca AP-7    | Acesa           | Abertis (100%) | 31 augustus 2021 |

## Voormalige tolwegen van autonome gemeenschappen
| Wegnummer | Traject                              | Concessiehouder | aandeelhouders | Einde concessie |
| --------- | ------------------------------------ | --------------- | -------------- | --------------- |
| C-32      | Montgat B-20 / C-31 – Palafolls N-II | Invicat         | Abertis (100%) | augustus 2021   |
| C-33      | Barcelona – Montmeló AP-7            | Invicat         | Abertis (100%) | augustus 2021   |

## Toltunnels
| Tunnel             | Wegnummer | Concessiehouder         | aandeelhouders                      | Einde concessie |
| ------------------ | --- | ----------------------- | ----------------------------------- | --------------- |
| Vallvidreratunnels | C-16 | Túnels Barcelona · Cadí | Abertis (100%)                      | 2037            |
| Cadítunnel         | C-16 | Túnels Barcelona · Cadí | Abertis (100%)                      | 2037            |
| Archandatunnels    | Vormt de verbinding tussen Bilbao en de N-637 | Interbiak               | Provinciebestuur van Vizcaya (100%) |                 |
| AP-8 Supersur      | Vormt een ringweg via tunnels rond Bilbao die doorgaant verkeer een alternatief biedt voor de A-8 die dichter bij de stad ligt en veel uitritten heeft | Interbiak               | Provinciebestuur van Vizcaya (100%) |                 |

## Voormalige toltunnels

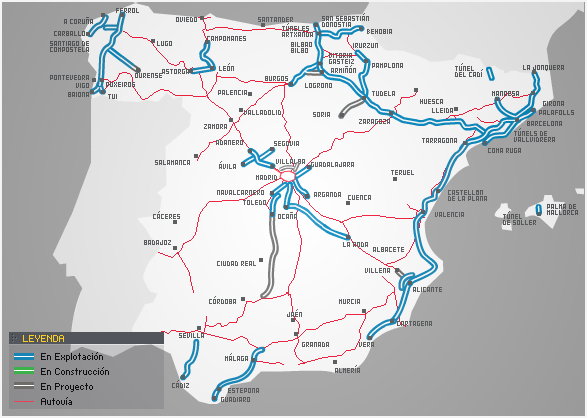
Kaart van de tolwegen tot 30 november 2018.Blauw: tolwegen
Grijs: geplande tolwegen (in 2021 waren er op korte termijn geen plannen voor de aanleg van deze wegen) Rood: gratis snelwegen

Kaart van de tolwegen vanaf augustus 2021. Donkerblauw: tolwegen in beheer van de staat, donderbruin: tolwegen in beheer van autonome gemeenschappen

| Tunnel       | Wegnummer | Concessiehouder                | aandeelhouders                                | Einde concessie                               |
| ------------ | --------- | ------------------------------ | --------------------------------------------- | --------------------------------------------- |
| Sóllertunnel | Ma-11     | Cía. Cria. del Túnel de Sóller | Global Vía (56%), Banesto (34%), varios (10%) | 2022 (voorzien) stopgezet op 28 december 2017 |